# Syakilla Salni
Syakilla Salni est une karatéka malaisienne. Elle a remporté la médaille d'or en kumite moins de 61 kg aux Jeux asiatiques de 2014 à Incheon et la médaille d'argent dans la même catégorie aux championnats du monde de karaté 2014 à Brême.